# 玉田県
玉田県（ぎょくでん-けん）は中華人民共和国河北省唐山市に位置する県。

## 歴史
619年（武徳2年）、唐代により漁陽県より分割設置された無終県を前身とする。627年（貞観元年）に一旦廃止されたが、667年（乾封2年）に再設置された。696年（万歳通天元年）に無終県は玉田県と改称され現在に至る。

## 行政区画
- 街道:無終街道
- 鎮:玉田鎮、亮甲店鎮、鴉鴻橋鎮、窩洛沽鎮、石臼窩鎮、虹橋鎮、散水頭鎮、林南倉鎮、林西鎮、楊家板橋鎮、彩亭橋鎮、孤樹鎮、大安鎮、唐自頭鎮、郭家屯鎮、楊家套鎮、陳家鋪鎮
- 郷:林頭屯郷、潮洛窩郷、郭家橋郷